# Sajó
Il Sajó (così in ungherese) o Slaná (così in slovacco) è uno dei fiumi più lunghi della Slovacchia meridionale e dell'Ungheria nord-orientale, è inoltre uno dei maggiori affluenti del Tibisco.

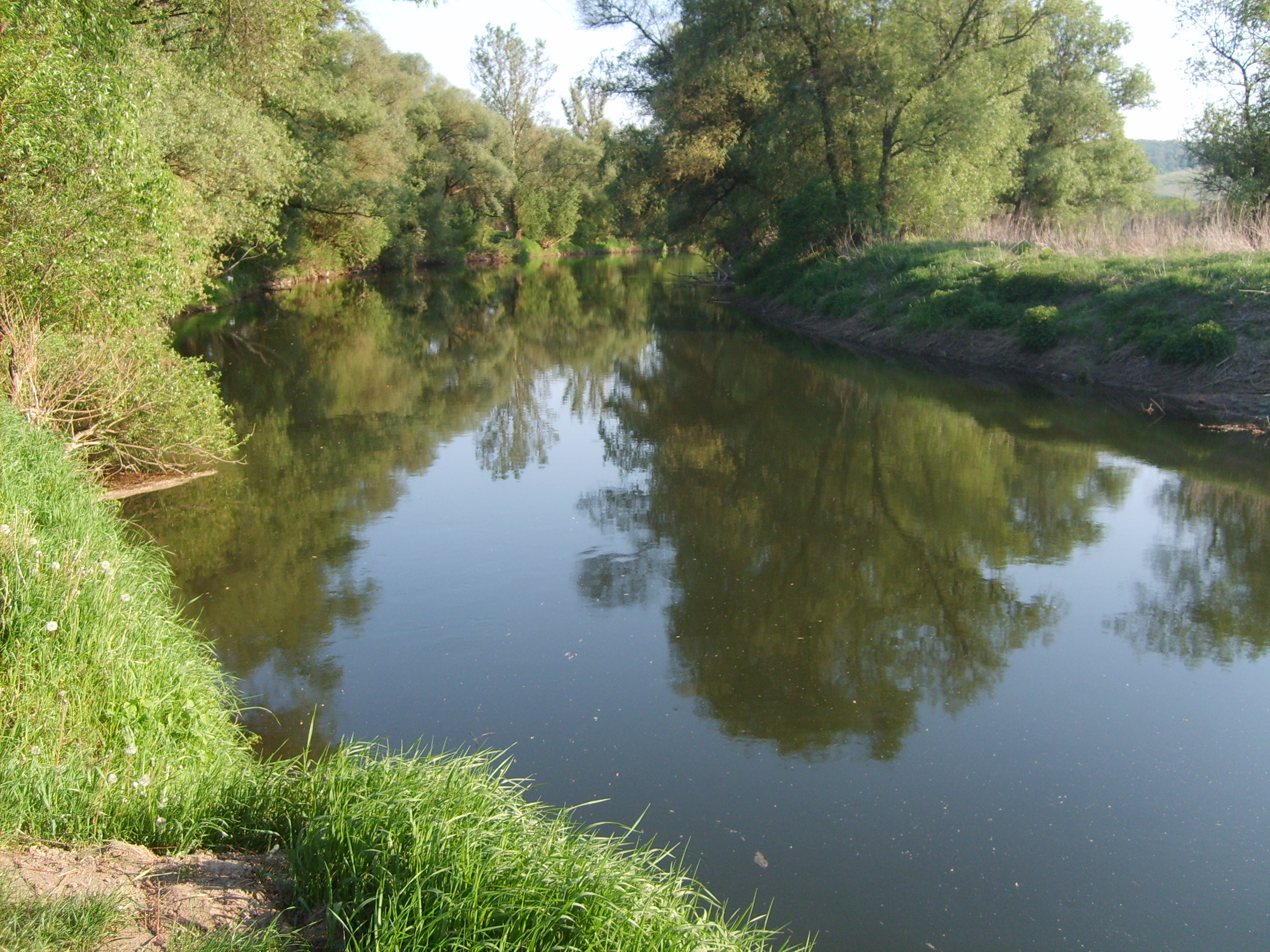
Il fiume a Sajópüspöki

In quanto a lunghezza è il nono fiume più lungo d'Ungheria dietro a Danubio, Tibisco, Drava, Mura, Maros, Hármas-Körös e il Bodrog.

## Origini del nome
Secondo l'etimologia ugrofinnica deriva dall'unione delle parole „só” e la parola „jó” che in ungherese antico significa "fiume".